# Mirhüseyn Seyidov
Mirhüseyn Seyidov (Baku, 10 agosto 1992) è un ex calciatore azero, di ruolo centrocampista.

## Carriera

### Club
Ha giocato nella massima serie azera.